# Eugenia Sokolnicka

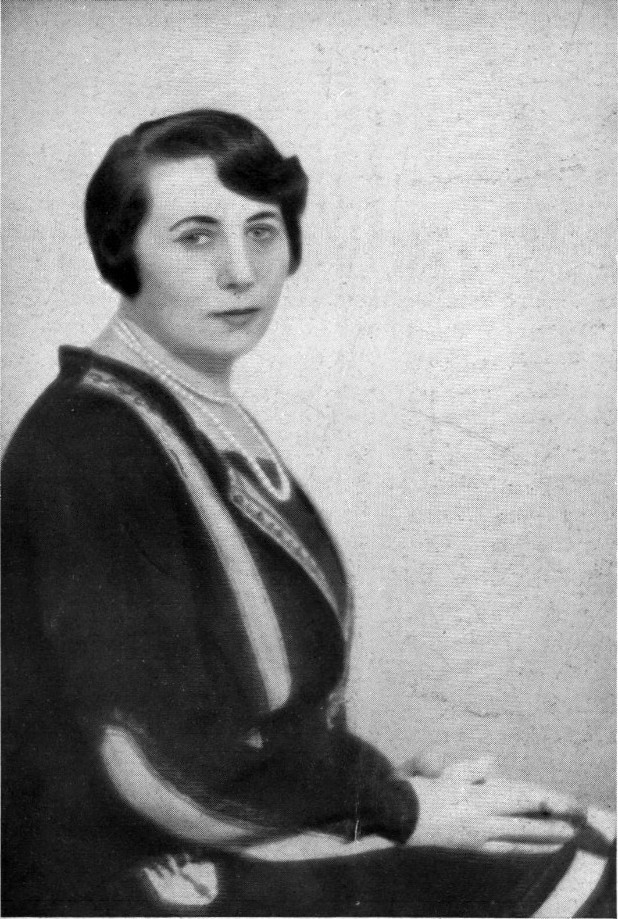
Eugenia Sokolnicka

Eugenia Sokolnicka z domu Kutner (Eugénie Sokolnicka, ur. 14 czerwca 1876 w Warszawie, zm. 19 maja 1934 w Paryżu) – polska i francuska psychoanalityczka, współzałożycielka Société psychanalytique de Paris.

## Życiorys
Była córką warszawskiego urzędnika bankowego Maurycego Kutnera i Pauliny Flejszer (1846–1929). Miała brata Aleksandra, siostry Wandę i Franciszkę (właścicielkę szkoły gimnastyki rytmicznej). Studiowała na wydziale przyrodniczym Uniwersytetu Paryskiego i uczęszczała na wykłady Pierre Janeta w Collège de France. W 1911 studiowała w zuryskiej klinice Burghölzli, pod kierunkiem Carla Gustava Junga. W 1914 udała się do Wiednia, gdzie odbyła dwunastomiesięczną analizę własną u Sigmunda Freuda. Uczęszczała na spotkania Wiedeńskiego Towarzystwa Psychoanalitycznego i w 1916 została jego członkinią. W 1914 przeniosła się do Monachium, a stamtąd do Warszawy. W 1920 kontynuowała analizę u Sándora Ferencziego w Budapeszcie i uczestniczyła w VI Międzynarodowym Kongresie Psychoanalitycznym w Hadze. W 1921 wróciła do Paryża, gdzie organizowała ruch psychoanalityczny. Wspólnie z Rudolphem Loewensteinem wyszkoliła pierwsze pokolenie francuskich psychoanalityków, wśród nich René Laforgue′a, Édouarda Pichona i Sophie Morgenstern. Przez krótki czas pracowała w Szpitalu Sainte-Anne, jednak w 1923 straciła posadę, gdyż nowy kierownik kliniki (Henri Claude) nie uznawał terapeutów niebędących lekarzami.
Była pierwowzorem dla postaci analityczki Sofroniskiej w Fałszerzach André Gide’a.
27 października 1903 wyszła za Michała Sokolnickiego (1880–1967). Małżeństwo rozpadło się około 1916.
Mieszkała pod adresem 30 rue Chevert. W Paryżu utrzymywała bliskie związki z dyplomatą Władysławem Baranowskim.
19 maja 1934 popełniła samobójstwo, odkręcając gaz w swoim mieszkaniu. Została pochowana 26 maja na Cimetière parisien de Bagneux.

## Wybrane prace
- Analyse einer infantilen Zwangsneurose. Internationale Zeitschrift für Psychoanalyse 6, s. 228–241, 1920
- On the diagnosis and symptomatology of the psycho-analytical theory of the neuroses. Résumé des actes du 6ème Congrès de l'IPA, La Haye, 8-12 septembre 1920 s. 355-356
- Analysis of an Obsessional Neurosis in a Child. International Journal of Psycho-Analysis 3, s. 306-319, 1922
- Quelques problèmes de technique psychanalytique. Revue Française de Psychanalyse 3 (1), s. 1–49, 1929
- Le dynamisme des névroses et la psychanalyse. Prophylaxie mentale, s. 417–425, 1931
- Sur un cas de guérison rapide. Revue Française de Psychanalyse 5 (3), s. 440, 1932
- À propos de l'article de M. René Laforgue. Revue Française de Psychanalyse 6, s. 361–363, 1933